# Firth of Clyde
Firth of Clyde er udmundingen af floden Clyde. Den ligger på vestkysten af Skotland og rummer det dybeste kystfarvand omkring De Britiske Øer, med 164 m på det dybeste sted. Firthet har læ fra Atlanterhavet fra Kintyre-halvøen, der omkranser den ydre del af firthet i Argyll og Ayrshire. Kilbrannan Sound er en lang landtange i Firth of Clyde, der adskiller Kintyre Peninsula fra Isle of Arran. Inden for Firth of Clyde er en anden stor ø; Isle of Bute. Grundet sin placering som indgang til den øvre del af Clyde har Bute spillet en vigtig militær rolle under anden verdenskrig.

## Byer og landsbyer langs kysten
- Ardrossan, Ayr
- Barassie, Brodick
- Campbeltown, Cardross, Carradale
- Dumbarton, Dunoon
- Fairlie
- Gourock, Greenock, Girvan
- Helensburgh, Hunter's Quay
- Innellan, Inverkip, Irvine
- Kilcreggan, Kilmun, Kirn
- Lamlash, Largs, Lochranza
- Millport
- Port Bannatyne, Portencross, Port Glasgow, Prestwick
- Rothesay
- Saltcoats, Seamill, Skelmorlie, Stevenston, Strone
- Toward, Troon
- Wemyss Bay, West Kilbride

### Øer i Clyde
Der er mange øer i Firth of Clyde. De største har blomstrende øsamfund og regelmæssige færgeforbindelser til fastlandet, disse er:
- Arran
- Bute
- Cumbrae

### Havsøer i Clyde
- Gare Loch
- Loch Long, og Loch Goil
- The Holy Loch ved Sandbank på Cowal-halvøen
- Loch Striven
- Loch Riddon ud for Kyles of Bute
- Loch Fyne, Loch Gilp og Loch Shira
- Loch Ranza
- Campbeltown Loch
- Loch Ryan
- East Loch Tarbert
- Loch Gair